# اورانی (شهرک)
اورانی (به لاتین: Urani) یک منطقهٔ مسکونی در سری‌لانکا است که در استان شمالی (سری‌لانکا) واقع شده‌است.